# Julien Bonetat
Julien Bonetat (* 28. Juni 1971 in Tours) ist ein ehemaliger französischer Squashspieler.

## Karriere
Julien Bonetat war in den 1990er-Jahren als Squashspieler aktiv und erreichte im November 1996 mit Rang 13 seine höchste Platzierung in der Weltrangliste. Mit der französischen Nationalmannschaft nahm er 1989, 1991 und 1995 an der Weltmeisterschaft teil. Bei Europameisterschaften stand er ebenfalls mehrfach im Kader und wurde mit der Nationalmannschaft 1993 Dritter. Zwischen 1990 und 1999 stand Bonetat siebenmal im Hauptfeld der Einzelweltmeisterschaft. Einzig 1996 überstand er die erste Runde und zog ins Achtelfinale ein. 1993 wurde er französischer Landesmeister.

## Erfolge
- Gewonnene PSA-Titel: 1
- Französischer Meister: 1993